# Nikon Z 50
A Nikon Z 50 egy 20,9-megapixeles DX-formátumú, Z-bajonnettes digitális tükör nélküli fényképezőgép, amelyet a Nikon a 2019. október 10-én jelentett be. Ez a Nikon első APS-C-szenzorméretű Z-bajonettes tükörnélküli fényképezőgépe. A Z 50-nel együtt két Z-bajonettes DX objektívet is bejelentettek. Ez a Nikon harmadik Z-bajonettes fényképezőgépe (a Z 7 és a Z 6 előzte meg). A fényképezőgép 20 megapixeles állókép és 4K videó rögzítésére képes (4K videó 30 fps-ig, videónkénti 30 perces felvételi limittel), viszont nem rendelkezik belső képstabilizátorral (IBIS) és beépített szenzortisztítási funkcióval sem.

## Tulajdonságok
- Nikon Expeed 6 képfeldolgozó processzor
- Széles, 55 mm átmérőjű Nikon Z-bajonett (16 mm-es bázistávolság); az F-bajonettes objektívek az FTZ bajonettadapter segítségével használhatóak
- Elektronikus kereső 2,36 millió pontos kijelzővel
- Hátsó, 3.2"-es kihajtható TFT LCD érintőképernyő (1,04 millió képponttal)
- 1080p 120 fps-ig, 4K videófelvétel 30 fps-ig; tiszta videókimenet HDMI-n
- Nikon EN-EL25 újratölthető Li-ion, kompatibilis még: EN-EL25a (csak v2.50+ firmware-frissítéssel támogatott)

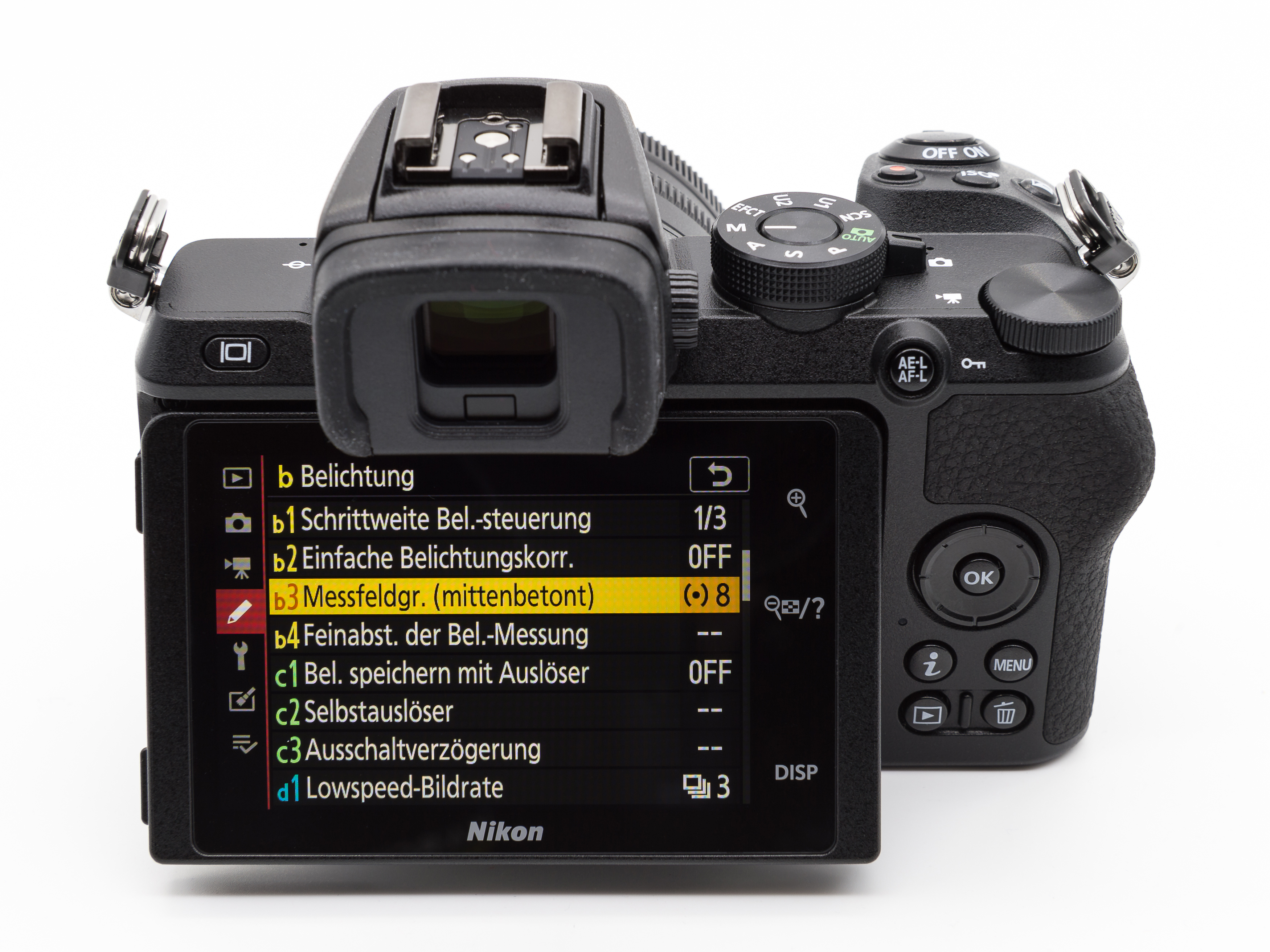
A Z 50 kihajtható érintőképernyője
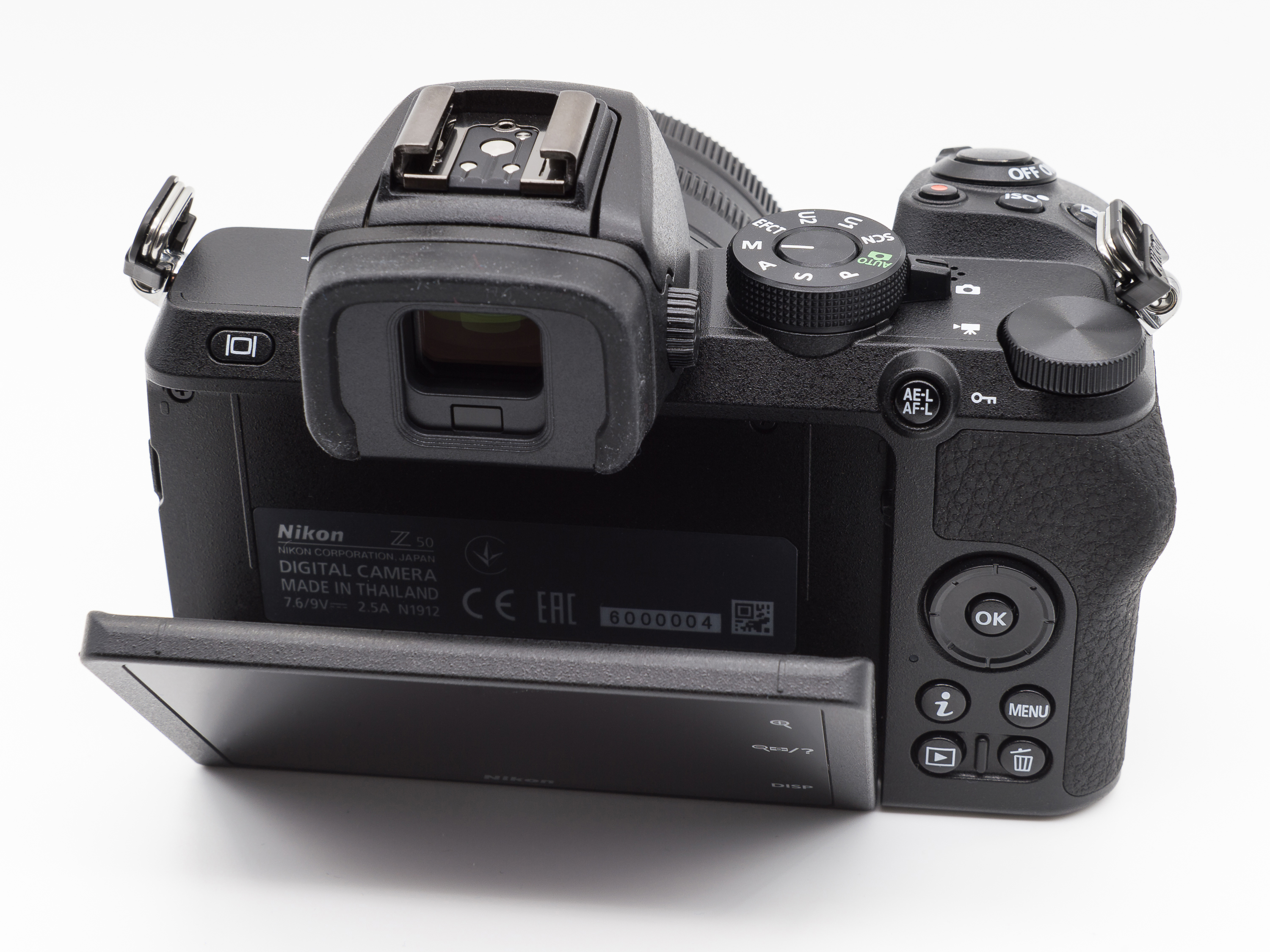
A Z 50 kihajtható érintőképernyője
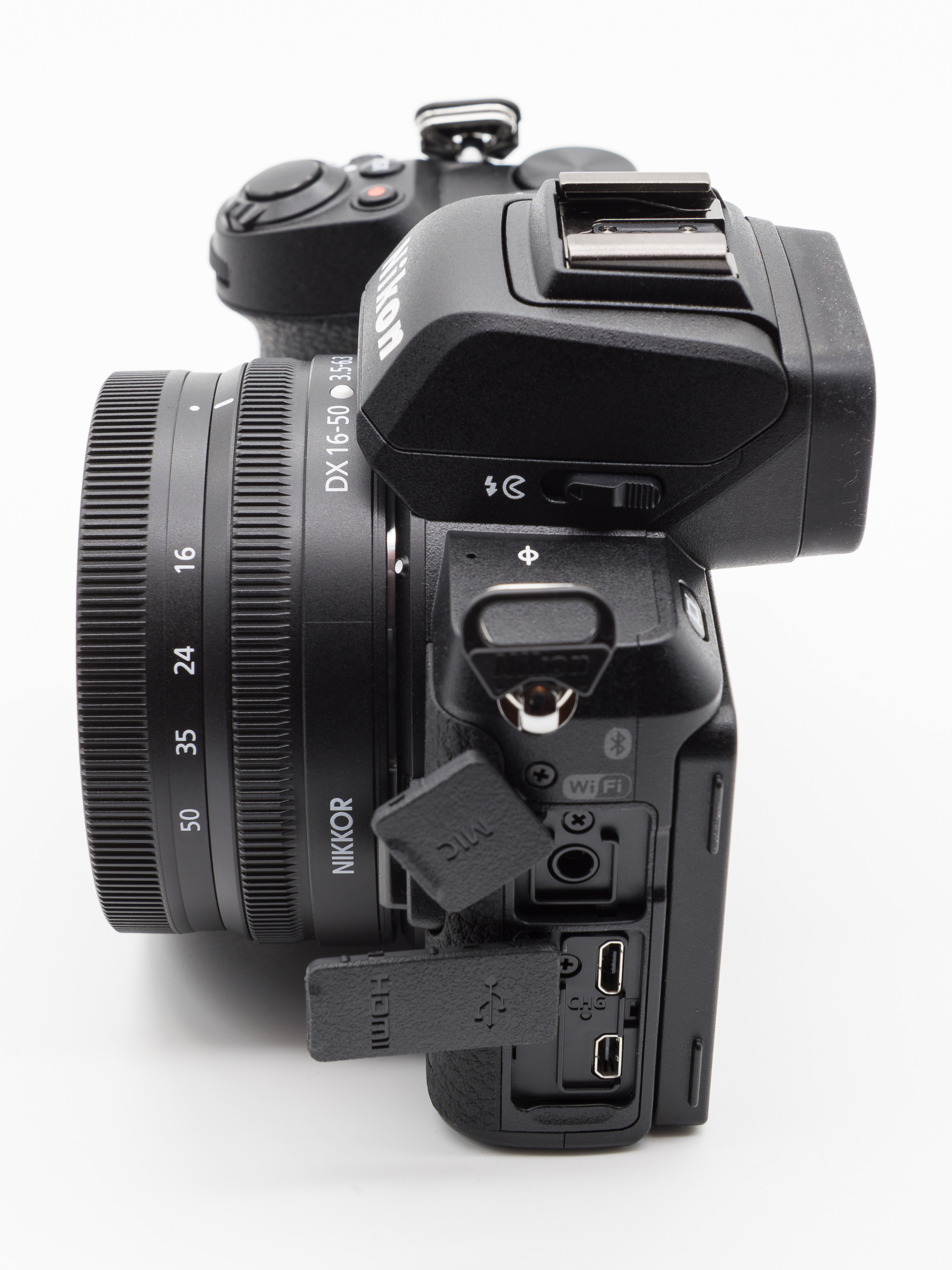
Adatátviteli portok a bal oldalon
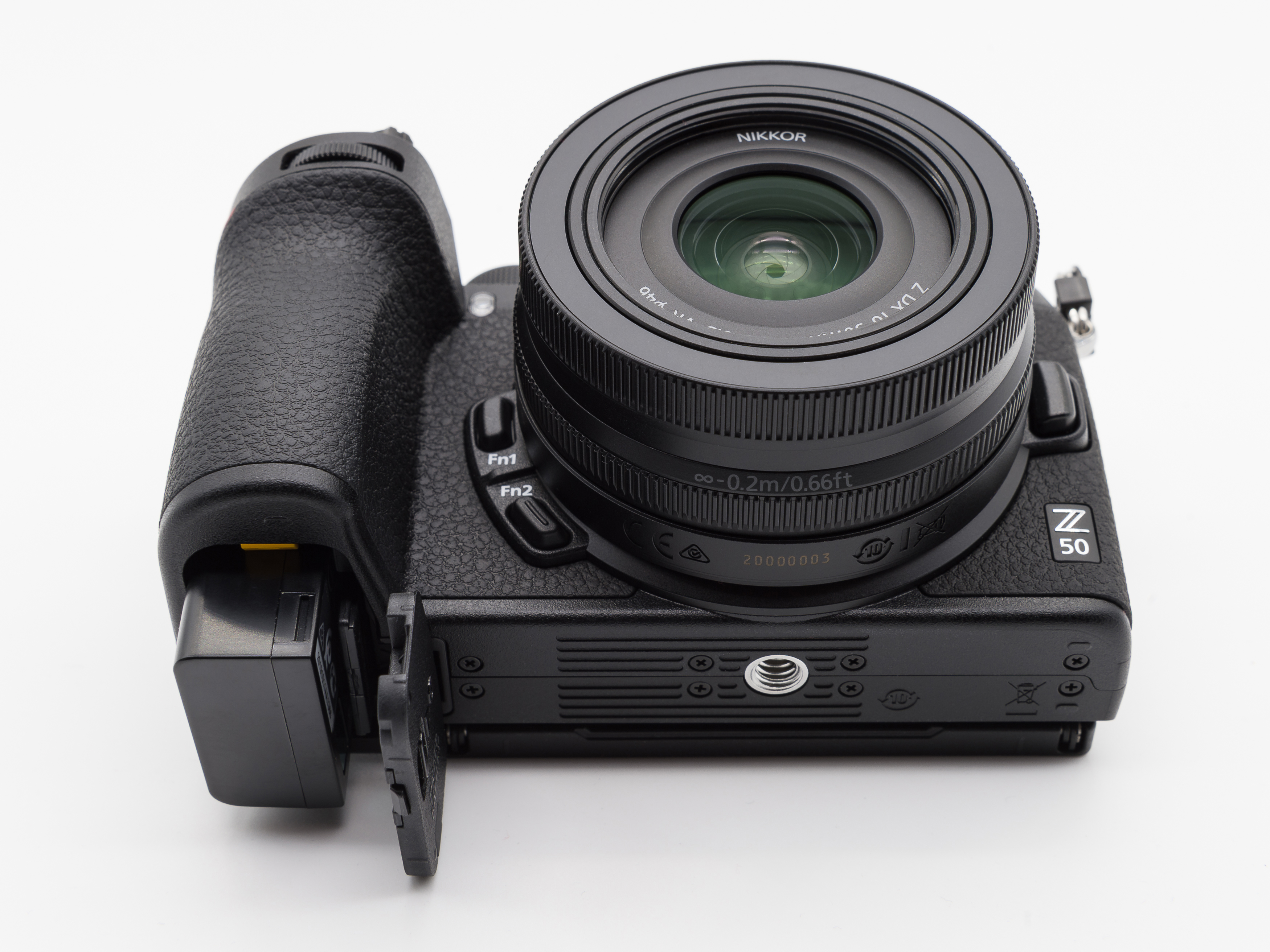
A fényképezőgép alsó oldala: akkumulátor-ajtó és a tripod-csavarmenet
A Z 50 logója

## Firmware frissítések
A Z 50 számos firmware frissítést kapott megjelenése óta. Az alábbi táblázat összefoglalja a frissítéseket és a változásokat.
| Verzió | Megjelenés         | Fő változások, megjegyzések |
| ------ | ------------------ | --- |
| 1.0    | ?                  | - Első firmware-verzió |
| 1.10   | 2020. február 18.  | - Objektíven lévő fókuszlimit-kapcsolók támogatása - A self-portrait mód AF-F (full-time) autofókuszt használ |
| 1.11   | 2020. április 16.  | - Objektíven lévő Fn2-kapcsolók támogatása (Nikkor Z 70–200mm f/2.8 VR S) |
| 2.00   | 2020. július 21.   | - Szem/arcérzékeléses autofókusz állatokhoz (kutyák és macskák) - TC-1.4x és TC-2.0x telekonverterek támogatása - F-bajonettes objektívek firmware-frissítése FTZ-adapteren keresztül (FTZ 1.10+ fw) - Jobb célkövetési autófokusz-működés (subject tracking AF) - Hibajavítások |
| 2.01   | ?                  | - Karaktermegjelenítési javítások (koreai és egyszerűsített kínai nyelveknél) |
| 2.02   | 2020. október 15.  | - AF-finomhangolással kapcsolatos hibajavítás |
| 2.03   | ?                  | - Hibajavítások |
| 2.10   | 2021. április 26.  | - Az utolsó fókusztávolság újraállítása bekapcsoláskor (Z-bajonettes autofókuszos objektíveknél) - Beállítási menüvel kapcsolatos hibajavítás |
| 2.11   | ?                  | - Nikkor Z MC 50mm f/2.8 és Z MC 105mm f/2.8 VR objektívek támogatása - Hibajavítás |
| 2.20   | 2021. november 10. | - FTZ II adapter támogatása - Nikkor Z 24–120mm f/4 S és Z 28–75mm f/2.8 objektívek támogatása - Jobb szem- és arcérzékeléses autofókusz |
| 2.30   | 2022. október 20.  | - Fókuszpozíció mentése és visszaállítása - Hibajavítások |
| 2.40   | 2023. január 24.   | - Szemérzékeléses autofókusz (Eye-detection AF) videó módban is lehetséges - Auto-area AF módban jobb szemérzékeléses autofókusz - Folyamatosabb AF-pont kijelzés subject-tracking, arc- és szemérzékeléses AF módokban                                                          |
| 2.50   | 2023. június 6.    | - Power zoom támogatása power zoomos objektíveken - EN-EL25a akkumulátor támogatása |
| 2.51   | 2024. április 9.   | - Változtak az alapértelmezett értékek drótnélküli kapcsolat esetén |